# Паклінська сільська рада
Па́клінська сільська рада (рос. Паклинский сельский совет) — сільське поселення у складі Баєвського району Алтайського краю Росії.
Адміністративний центр — село Пакліно.

## Населення
Населення — 468 осіб (2019; 593 в 2010, 833 у 2002).

## Склад
До складу сільської ради входять:
| Населений пункт | Населення, осіб (2002) | Населення, осіб (2010) |
| --------------- | ---------------------- | ---------------------- |
| Пакліно, село   | 443                    | 331                    |
| Сафроново, село | 390                    | 262                    |